# Max Zell
Max Friedrich Otto Gustav Zell (* 8. April 1866 in Lindow (Mark); † 25. Dezember 1943 in Bad Brambach) war ein deutscher Industrieller.

## Leben
Zell besuchte das Gymnasium in Leobschütz und studierte Bergbau an der Bergakademie in Freiberg. 1887 wurde er dort Mitglied des Corps Saxo-Borussia. 1891 schloss er sein Studium als Diplom-Bergingenieur ab und wurde Direktorialassistent der Zeche Ewald in Herne und 1894 bei der Konsolidierten Halleschen Pfännerschaft in Halle an der Saale. 1896 wurde er Direktor und Werksleiter, 1907 Generaldirektor der Gesellschaft. Nach deren Vereinigung mit der Mansfeld AG wechselte Zell 1926 als Geschäftsführer zum Ostelbischen Braunkohlensyndikat in Berlin.
Daneben hatte er zahlreiche Aufsichtsratsmandate inne: als Vorsitzender bei den Hallischen Röhrenwerken AG, als Mitglied bei der Halle-Hettstedter Eisenbahn-Gesellschaft AG (Halle), der Prehlitzer Braunkohlen AG (Meuselwitz), der Wegelin & Hübner Maschinenfabrik und Eisengießerei AG (Halle) und der Mitteldeutschen Verlags AG (Halle).
Zell war Vorsitzender der Gesellschaft für Braunkohlen- und Mineralölforschung an der Technischen Hochschule Berlin-Charlottenburg und Beirat des Kuratoriums der Braunkohlenstiftung an der Bergakademie Freiberg.

## Auszeichnungen
- Ehrendoktorwürde eines Dr.-Ing. E.h. der Bergakademie Freiberg, 1923.
- Ehrensenator der Universität Halle, 1925